# 人民圣母 (巴罗奇)
《人民圣母》（Madonna del Popolo）是意大利画家费德里科·巴罗奇的一幅油画，绘制于1575 -1579年，现藏于佛罗伦萨乌菲兹美术馆。

## 历史
这件作品最初是由阿雷佐的教友善会向乔尔乔·瓦萨里订制，作为圣玛利亚堂内善会小堂的祭坛画。1574年瓦萨里去世后，这项任务交给了巴洛奇。巴洛奇经过长时间的准备，有大量草图留存下来，保存在大英博物馆、乌菲兹美术馆和柏林的版画素描博物馆（Kupferstichkabinett）。这幅作品于1579年交付，放置在圣玛利亚堂，旁边的Dio Padre benedicente，现藏于阿雷佐国立中世纪和当代艺术博物馆。
在17世纪，这部作品享有盛名，据说齐戈利和格雷戈里奥·帕加尼等画家专程前往阿雷佐观摩学习。1786年，这幅画由托斯卡纳大公利奥波德二世购买，1787年转移到乌菲兹美术馆，至今仍在那里。

## 描述
虽然合同规定表现的是“仁慈之谜或光荣圣母的其他神秘和历史”，但是画家的表现更自由，人们向玛利亚祈祷，而玛利亚又向顶部的耶稣祈祷。
画作下方的人群非常多样化，既有富有阶层的绅士淑女，也有接受施舍的穷人。画作充满生动的细节，如右边前景中的狗，或者耶稣旁边的小天使，他似乎因天真的害羞而弯腰。

## 风格
《人民圣母》的构图比以往更加松散和自由，与画家几年前的作品有所不同，比如《下十字架》（在佩鲁贾圣老楞佐主教座堂）。空间中充满了人物，但呈圆形排列，为下层场景提供了深度。画面色彩非常明亮。